# 天満神社 (敦賀市栄新町)
天満神社（てんまんじんじゃ）は、福井県敦賀市栄新町1番6号に所在する菅原道真を祭神とする神社である。江戸時代後期の権現造の社殿が福井県指定有形文化財となっている。また、毎年11月20日にせんべい焼きなる行事が実施される。

## 歴史
天満神社は980年の創建と伝わる。旧社格は郷社で、境内には、本社の天満宮の他に恵比須神社、稲荷神社がある。古文書には「天神の浜」（（1468年）、永厳寺文書）、「天神の森」（（1558年）、善妙寺文書）の名称がみえる。近世には、福井藩主の結城秀康が年貢の免除地を寄進、小浜藩主の京極忠高は修理料を寄付、酒井忠勝が拝殿を造営というように、越前国・若狭国領主の厚い尊崇を受けていた。
以前の社殿は1945年7月12日の敦賀空襲で焼失しており、現在の社殿は、戦後、氏子らにより再建が図られ、1960年に滋賀県彦根市の佐和山神社の旧社殿を譲り受けることとなり、移築したものである。この社殿は、彦根藩13代藩主の井伊直中が、菩提寺の清凉寺に藩祖井伊直政とその子3代藩主直孝を祀る護国殿として、1811年に建てた。その後、明治の神仏分離により、清凉寺から分かれ、佐和山神社となり、1938年井伊神社に合祀されて廃社となった。

## 建築物
日光東照宮に倣った権現造の形式であり、本殿と拝殿は、三間社入母屋造で、格天井には絵画が描かれている。拝殿は、正面に千鳥破風と唐破風をつけ、天井画は並河元章、山縣岐鳳が描いたと伝わっている。本殿は拝殿より一段高くなっており、その間を石の間でつないでいる。柱などは漆塗で、蟇股、虹梁、木鼻などに鳳凰・龍・獅子・鳥類・波・雲・唐草模様といった繊細な彫刻が多用され、組物やこれら彫刻は極彩色が施されている。

## せんべい焼き
毎年11月20日に、天満神社内の恵比寿神社の例祭として、せんべい焼きがおこなわれる。境内に組まれた木材に火をつけた「御神火」に、青竹の先に生せんべいを挟んで、参拝者自身が焼いて頂くことで、悪病退散、無病息災のご利益があるという。恵比須神を祀る恵比須講と位置づけられ、1年の無事を感謝し、豊作大漁、商売繁盛を祈願するもので、この例祭は350年以上前から続くという。

## ギャラリー

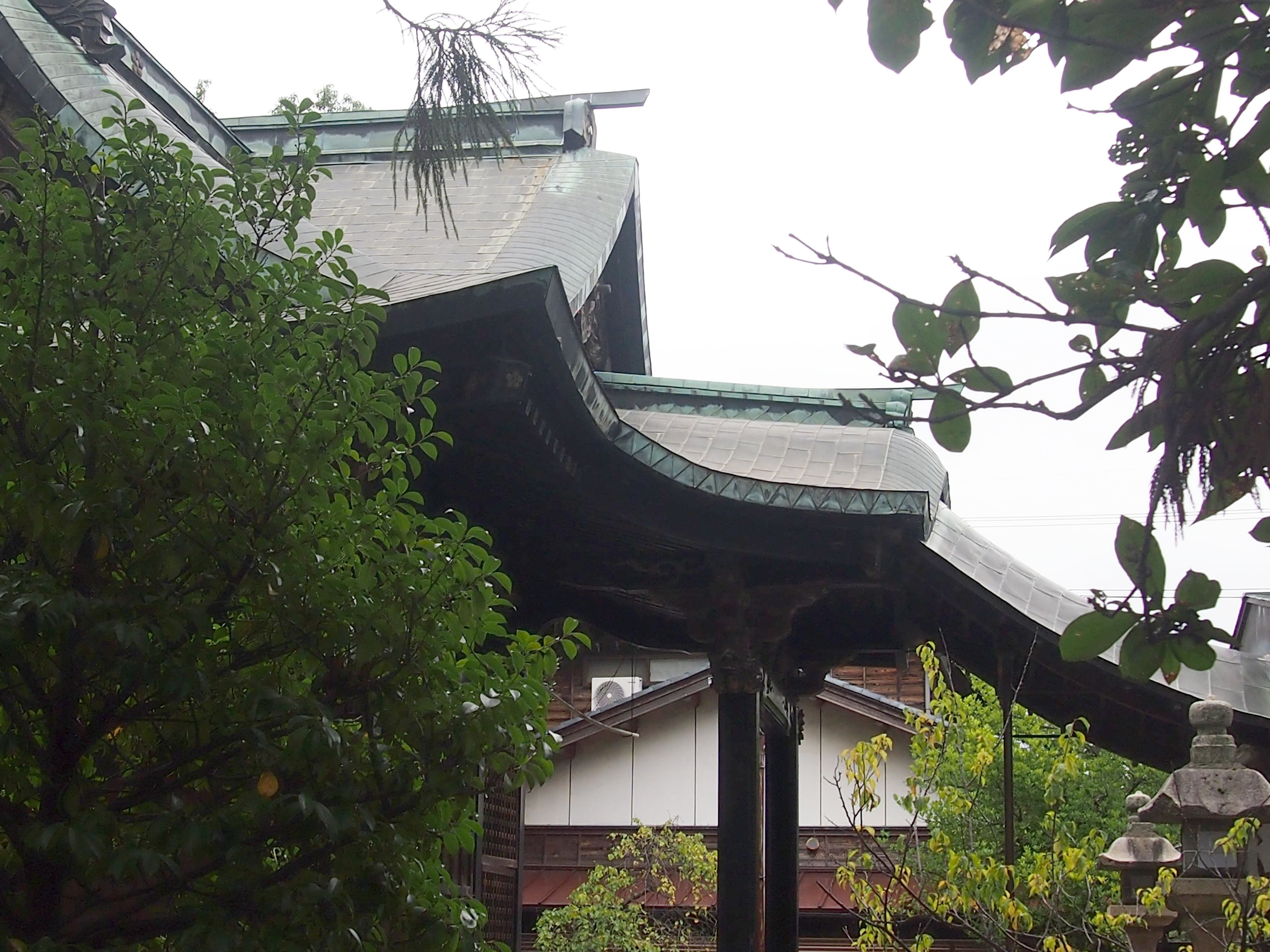
拝殿
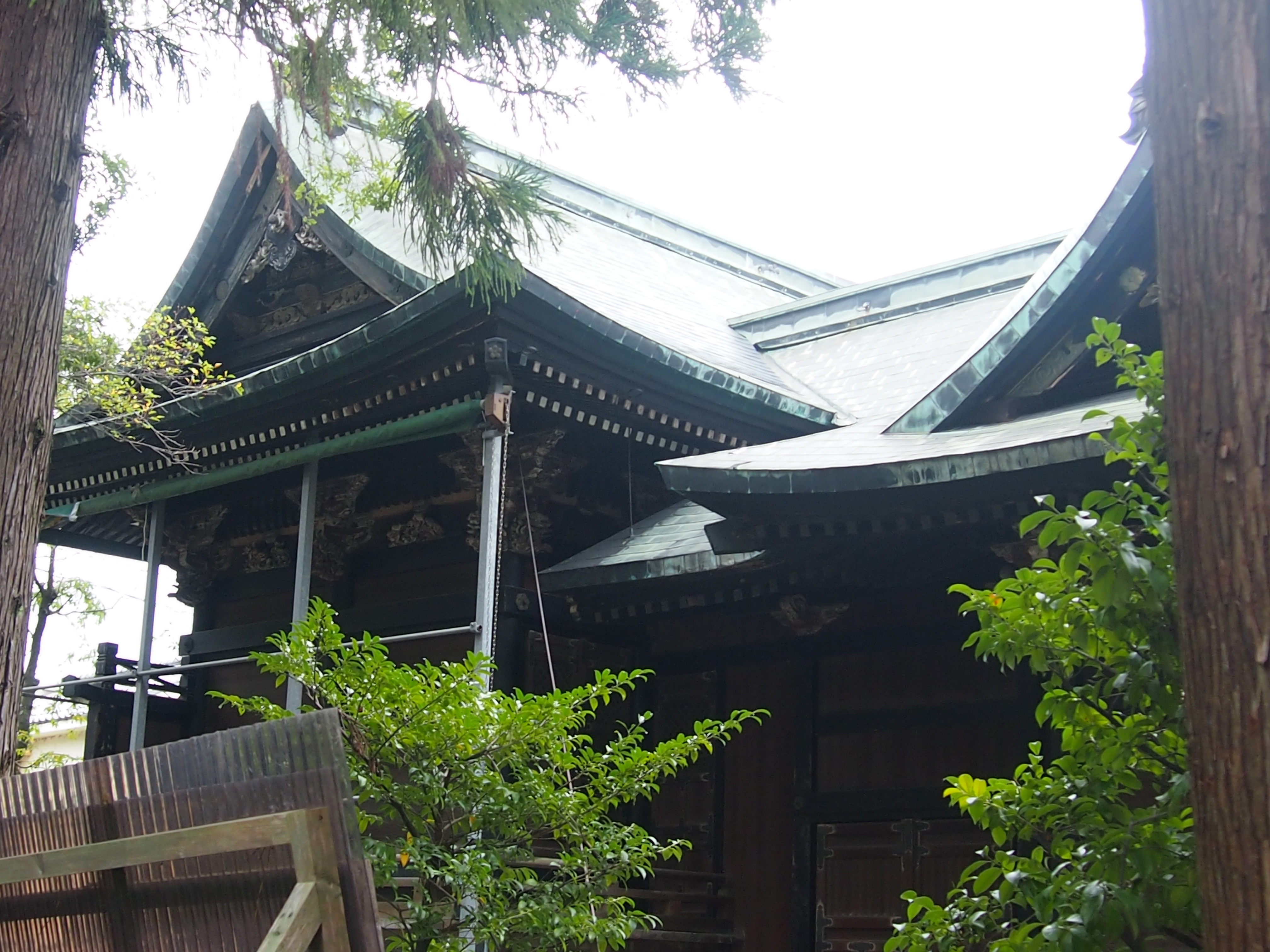
石の間と本殿
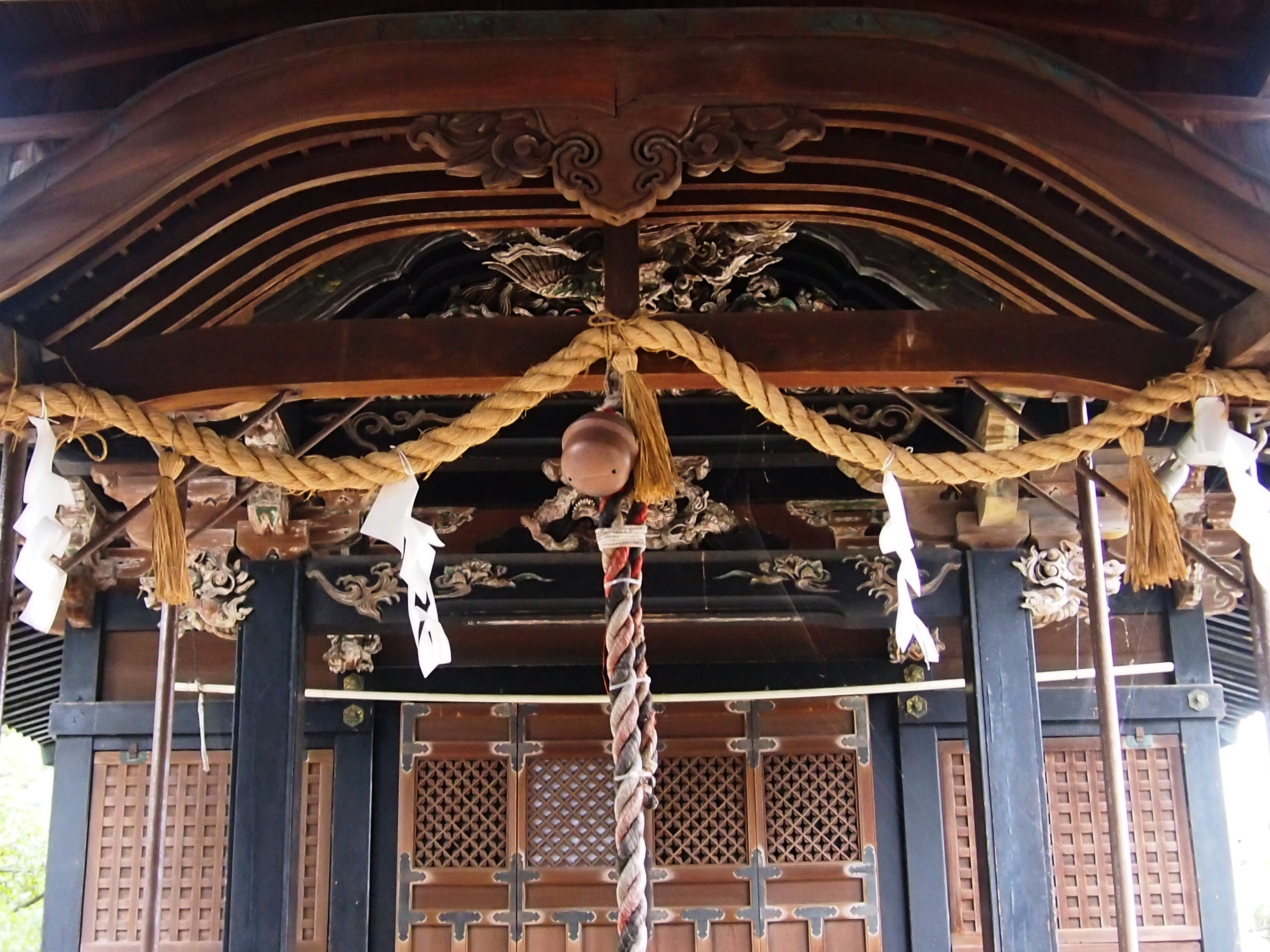
拝殿正面
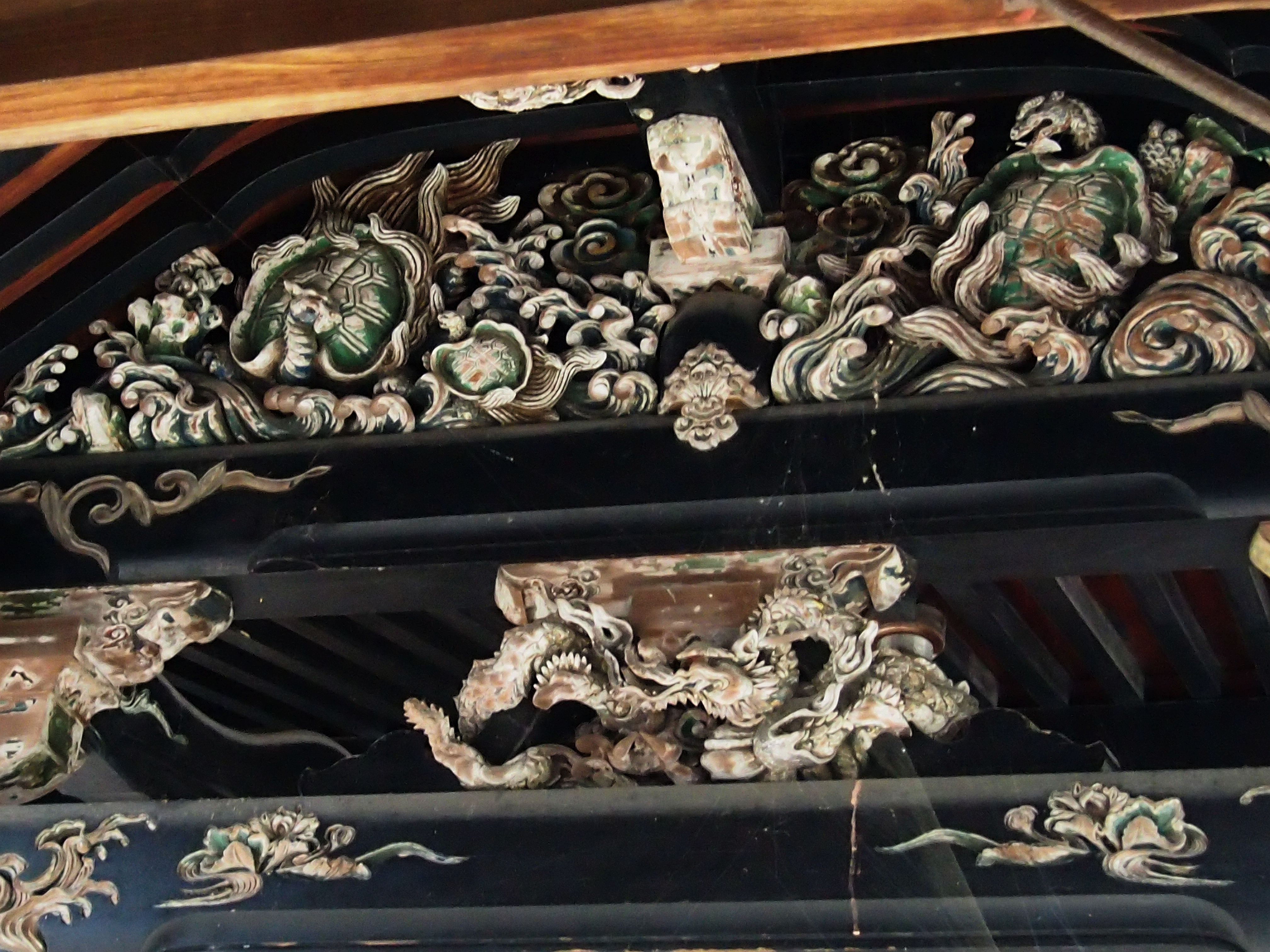
拝殿の梁の彫刻
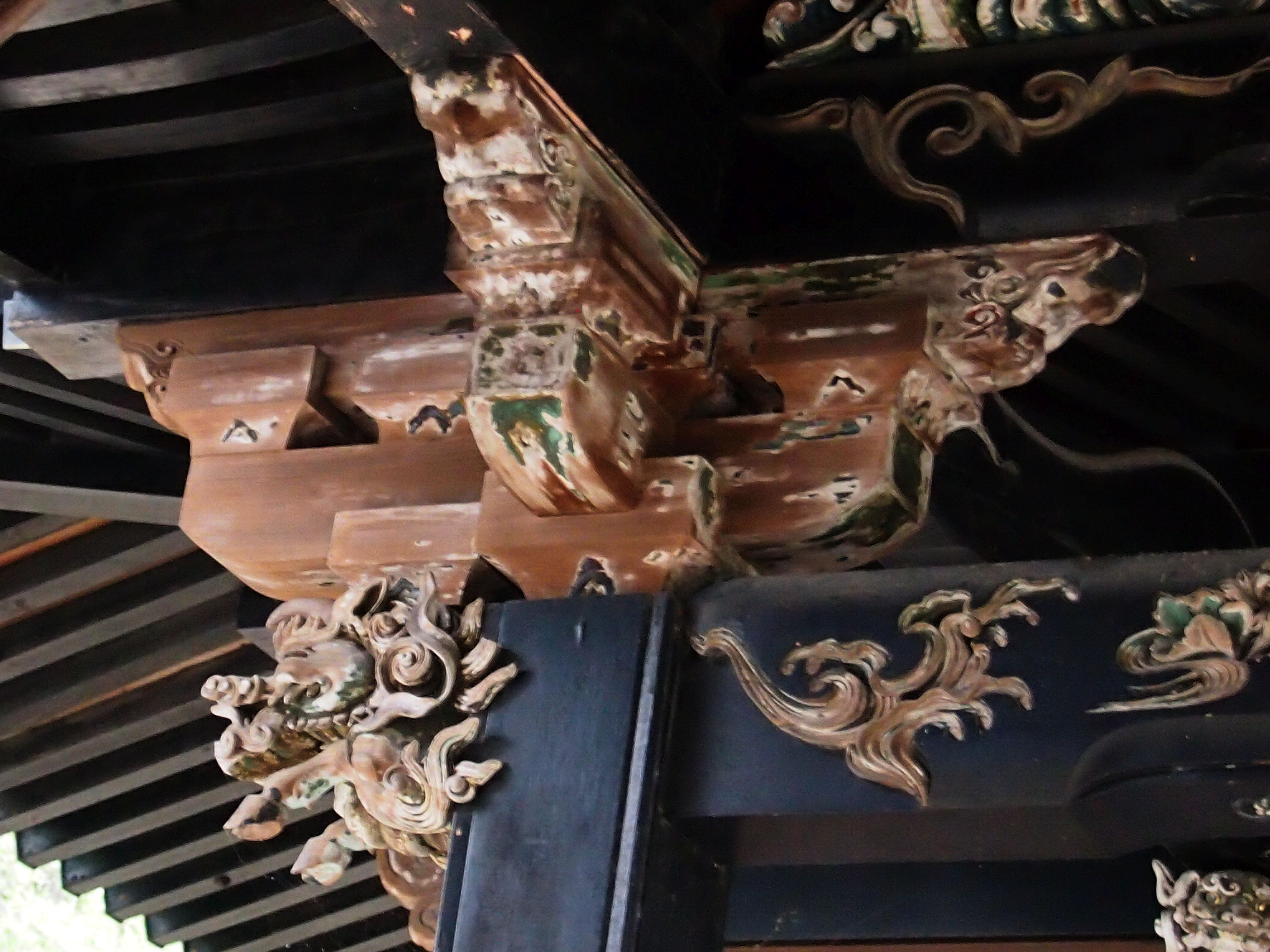
拝殿の蟇股、木鼻の彫刻
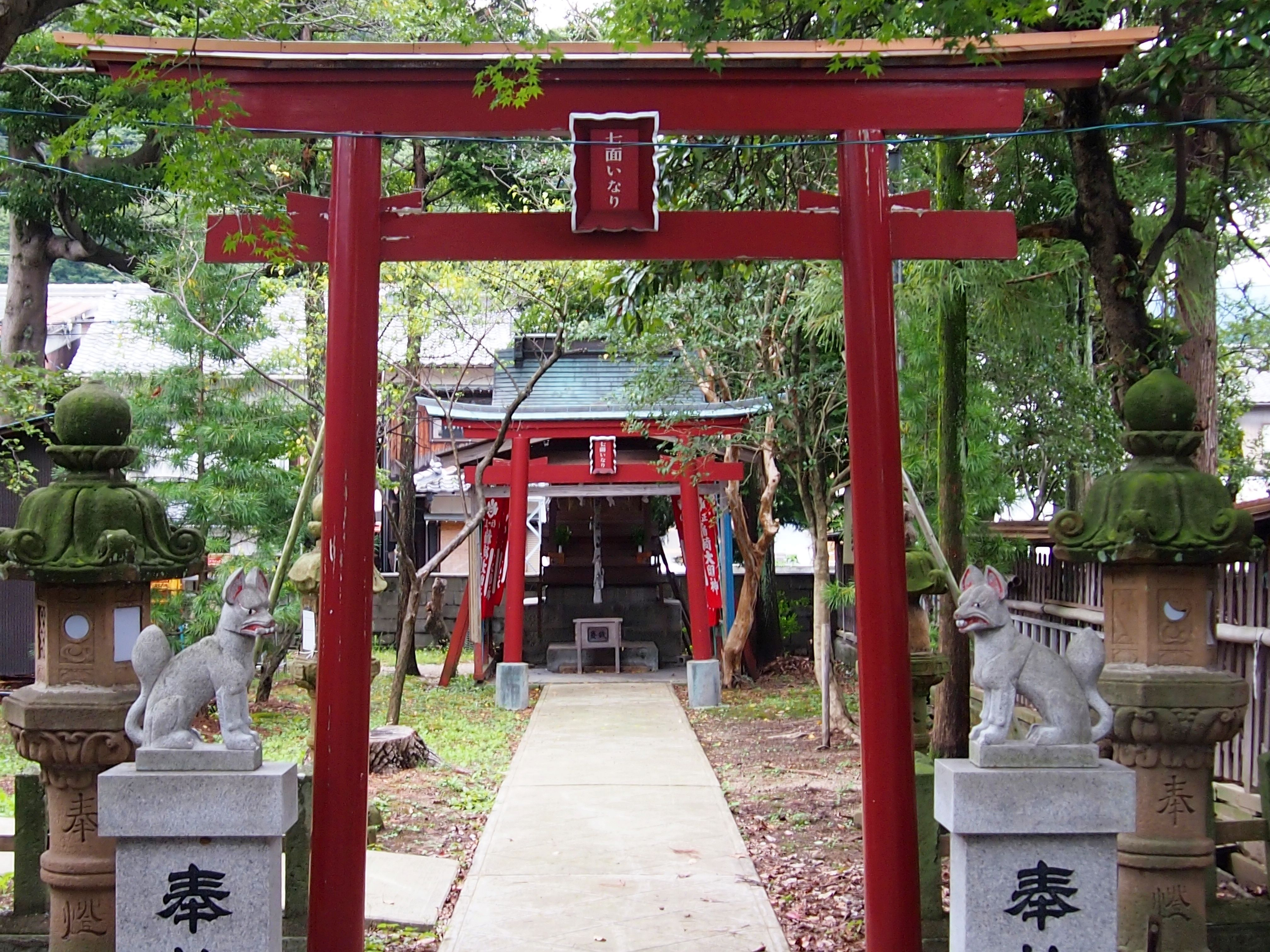
境内の稲荷神社
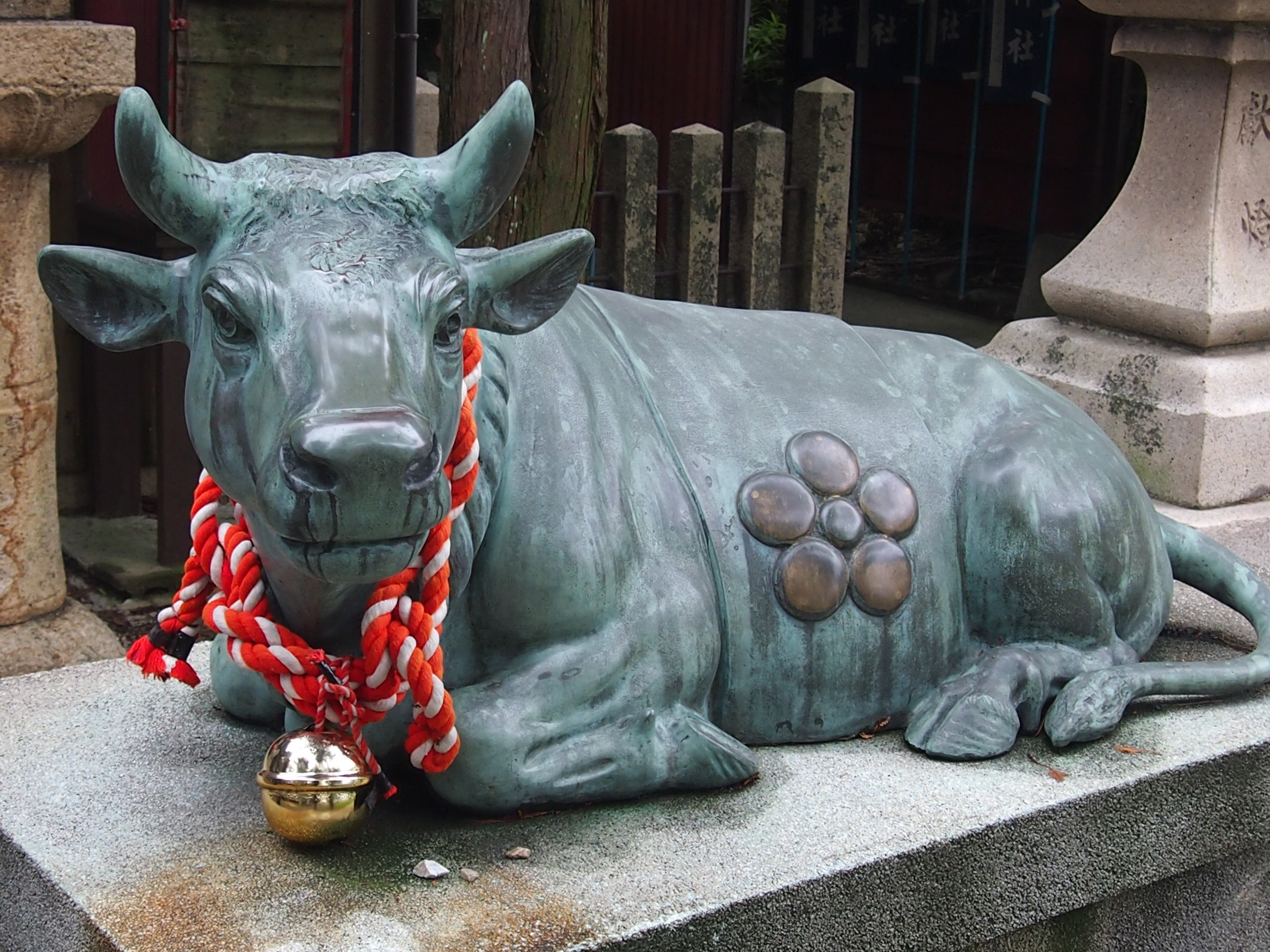
天神の牛
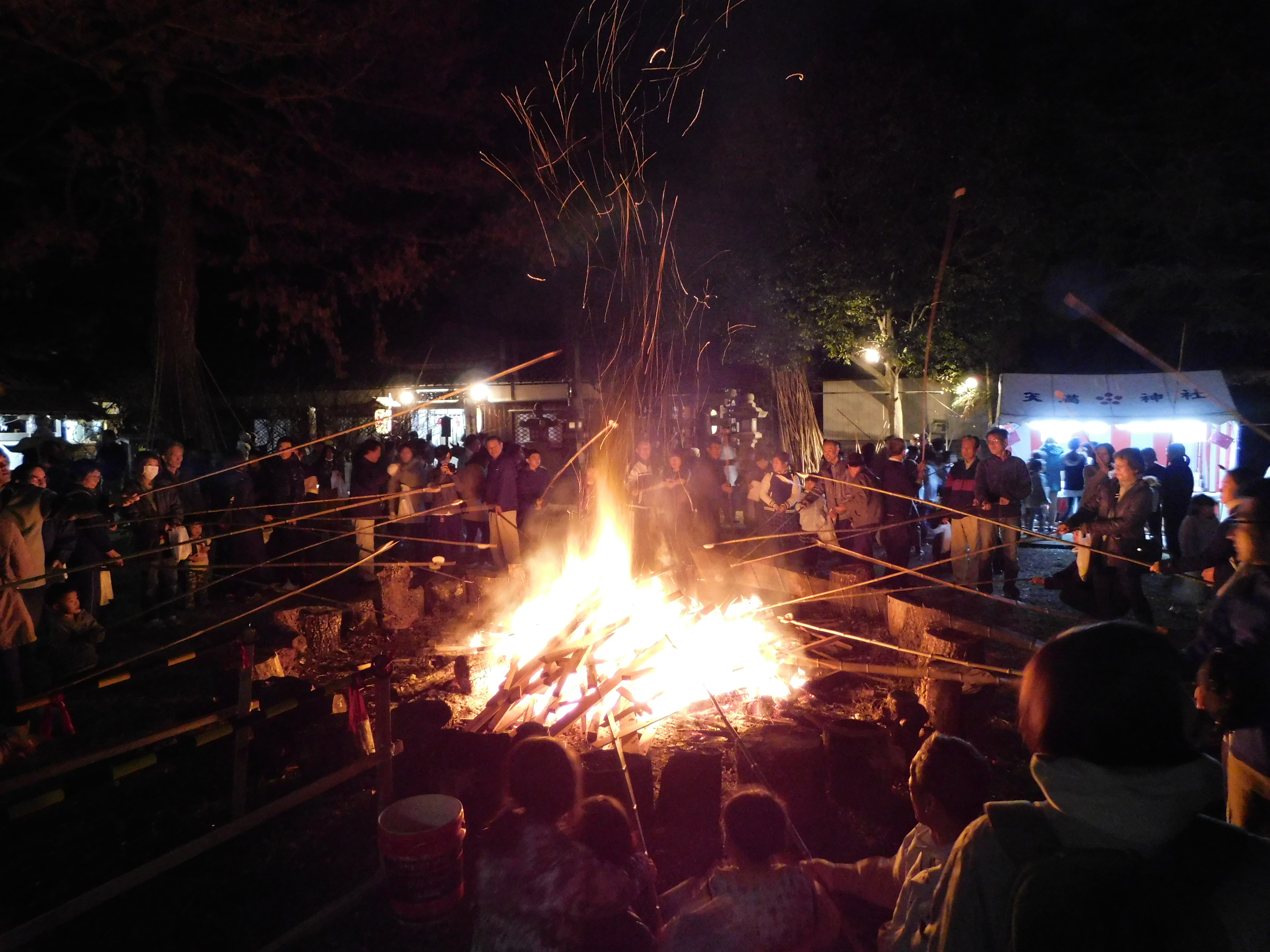
せんべい焼きの様子
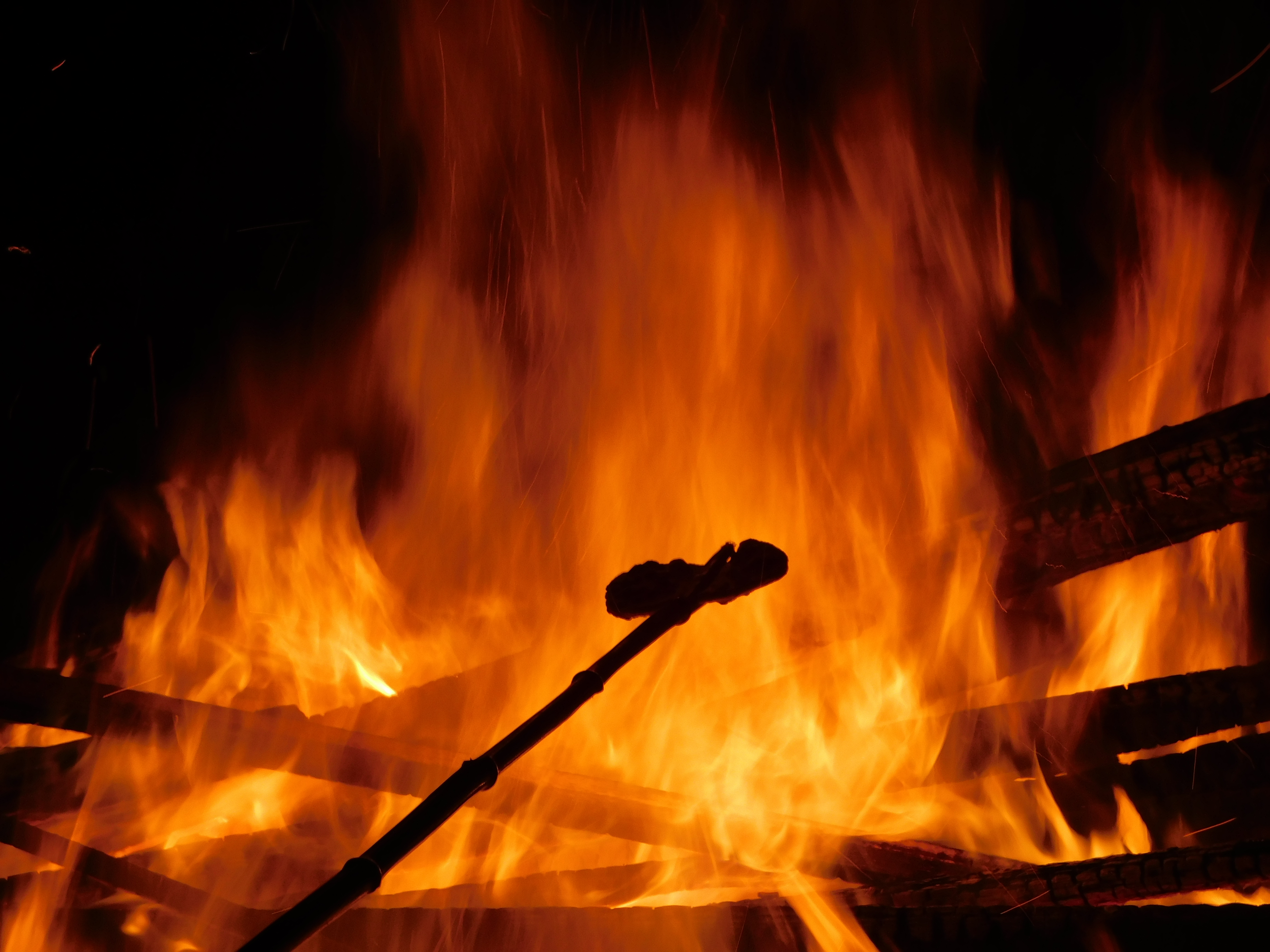
竹先に生せんべいを挟んで焼く